# Яново (Ельблонзький повіт)
Яново (пол. Janowo, нім. Ellerwald IV Trift) — село в Польщі, у гміні Ельблонґ Ельблонзького повіту Вармінсько-Мазурського воєводства.
Населення — 172 особи (2011).
У 1975-1998 роках село належало до Ельблонзького воєводства.

## Демографія
Демографічна структура станом на 31 березня 2011 року:
|          | Загалом | Допрацездатний вік | Працездатний вік | Постпрацездатний вік |
| -------- | ------- | ------------------ | ---------------- | -------------------- |
| Чоловіки | 93      | 18                 | 68               | 7                    |
| Жінки    | 79      | 14                 | 51               | 14                   |
| Разом    | 172     | 32                 | 119              | 21                   |